# CGTN-Español

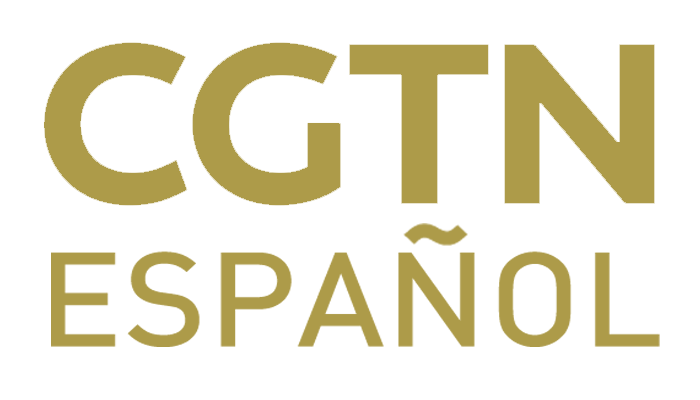
Logo de la chaîne

CGTN-Español est une chaîne de télévision chinoise hispanophone à diffusion internationale, contrôlée par la CCTV.

## Histoire
À partir du 1er octobre 2007, CCTV-E est l'une des deux chaînes qui remplace CCTV-E&F. Les trois satellites qui diffusent cette chaîne arrosent les faisceaux américains, afro-européens et asiatiques.